# Caligo bolivianus
Caligo bolivianus är en fjärilsart som beskrevs av Hans Fruhstorfer 1904. Caligo bolivianus ingår i släktet Caligo och familjen praktfjärilar. Inga underarter finns listade i Catalogue of Life.